# ハーレム・スキャーレム
ハーレム・スキャーレム (Harem Scarem) は、カナダ出身のハードロック・バンド。
1980年代北米のHR/HMムーブメント末期にデビュー。2008年に一度解散したが、2013年から再始動。バンド名はアニメ『バッグス・バニー』のエピソードのタイトル「Har-em Scare-Um」に由来する。

## 概要・略歴

### 結成 - バンド名変更まで (1987年-1999年)
ハーレム・スキャーレムの結成は1987年。当時、「Blind Vengeance」というスピードメタル・バンドにいたハロルド（ハリー）・ヘス（ボーカル）とダレン・スミス（ドラム、ボーカル）、「Minotaur」なるバンドでギターを弾いていたピート・レスペランス（ギター、ボーカル）、地元で音楽学校に通いながらポルカ・バンドでベースを弾き、DJの経験もあるマイク・ジオネット（ベース、ボーカル）の4人で結成される。
結成後、レコード会社のディールを得るためデモテープの作成に励みながら、地元FMラジオ局のコンテストに参加、2位という成績を収め、この結果ワーナーとワールドワイド・レコード契約を結ぶ。
ファースト・アルバム制作はマーク・リブラー等、外部ライターの協力も得ながら進められ、1991年『ハーレム・スキャーレム』としてリリースされる。これをサポートするツアーとして1992年まで北米中心のツアーが行われる。
ツアー終了後、セカンド・アルバムの制作に取り掛かり、1993年『ムード・スウィングス』をリリースする。「Change Comes Around」「No Justice」「Saviors Never Cry」などの曲がこのアルバムに収録されている。
またこのアルバムは日本、フィリピン等のアジア諸国でヒットし、特に日本では1990年代に入り低迷気味であったハードロック・ヘヴィメタル界に歓迎を持って受け入れられた。セカンド・アルバムの成功により、ファースト・アルバムが本国から遅れること3年、1994年に日本でも発売となった。ただ、この日本での成功および『ムード・スウィングス』の成功が後々まで彼らを苦しめることになる。
セカンド・アルバムに伴うツアー終了後、サード・アルバムを収録、発表する。『ヴォイス・オブ・リーズン』と題されたこのアルバムは当時の音楽シーン（所謂モダン・ヘヴィネス）に合わせた、重くやや暗めのサウンドとなった。本国ではそれなりに歓迎されたが、日本ではセカンド、ファーストの順にアルバムが発表されたことや、『BURRN!』など音楽雑誌で一様に低調に評価されたためか、評価は今ひとつであった。現在でも、メンバーはお気に入りとして挙げることも多い一方、日本での評価は当時ほどではないがあまり宜しくない。
このアルバム発表直後マイク・ジオネットが脱退し、代わりのベーシストとしてローカルバンドで活躍していたバリー・ドナヘイが加入した。またアルバム発表後のツアーでは来日の予定も組まれ、1995年12月、初来日公演が行われた。このときのライブの模様はアルバム『ライヴ・イン・ジャパン』に収録され、1996年に発売された。
若干の休養を経て4thアルバムの制作に取り掛かるが、前作の売れ行き低迷を受け、人気低迷を懸念したレコード会社の意向により、明るくポップな曲も織り込んだ『ムード・スウィングス』のような作風を求められ（メンバーも後にそれを認める発言をしている）、デビュー前からのストックを元に選曲・アレンジを行うなど、本人達とすればやや不本意な形でアルバム制作が進められた。結局4thアルバムは1997年に日本などでは『ビリーヴ (Believe)』、本国カナダでは『Karma Cleansing』という異なるタイトル・収録曲・アートワークでリリースされた。日本盤である『ビリーヴ』では、「Believe」「Die Off Hard」「Staying Away」（ダレン・スミスがリードボーカルを担当）などの疾走感あふれる、メロディックな曲が歓迎され、高い評価を得た。1997年9月には2度目の来日を果たす。このツアー中に、チープ・トリックの「サレンダー」をカバーしたことがきっかけとなり、パワー・ポップ風の作風にシフトしていく。
1998年には5th『ビッグ・バン・セオリー』をリリースしたが、この作品ではバンドの売りの一つでもあるピート・レスペランスのテクニカルなギターソロや重厚なコーラスは影を潜め、ハードなパワー・ポップという作品となった。アルバム・リリース後すぐの1998年9月には早くも来日公演を行い、このツアーでファースト、セカンド両アルバムからの曲を多数演奏したが、一方「同じことは二度とやらない。過去の演奏はもう十分だ」といった、過去の楽曲に関しては一部を除き封印することを匂わせるような発言をしていた。
そして、1999年。バンドは一大決心を下す。日本以外ではバンド名を改名、「ラバー（Rubber）」と名乗る、つまり地域によりバンド名を変えて活動を行うという前代未聞の決定を下したのである。日本ではハーレム・スキャーレムで成功しているが、それ以外の国、特に北米では名前だけで時代遅れのヘアメタル・バンドだと思われていて音楽を聴いてもらえないことが、改名の最大の理由となった。
それを表すかのように、1999年に発表された6thアルバム『ラバー』はハリーのハードロック・ボーカリストでは一般的な喉から押し出すような太めの声を封印し、ピート・レスペランスもギターをシングルコイル・ピックアップ搭載のものに持ち替え、曲調もさわやかではあるが穏やかな、軽めのカントリーミュージックのようなサウンドとなり、声に聞き覚えがなければブリットポップと間違うようなサウンドであった。同年11、12月には公演数・箇所とも過去最大規模の来日公演が行われたが、前半ラバー・後半ハーレム・スキャーレムというような構成をとった。
またツアー後、ドラムのダレン・スミスの脱退、新ドラマー、クレイトン・ドーンの加入、日本においても「RUBBER」を名乗るという発表がなされた。

### RUBBER時代 (1999年-2001年)
バンド「RUBBER」として、デビュー・アルバム『ラバー』を2000年に本国でリリースした彼らは、1stシングル「SunShine」もまずまず好評で、いくつかのフェスティバルにも出演。ビデオクリップも作成したがレコード会社であるワーナーのサポートもなく、思うような結果は残せなかった。
クレイトン・ドーンを迎えての初のオリジナル・アルバム『ウルトラ・フィール』は2001年にリリースされるも、このアルバムをもってワーナーとの契約が終了し、新たなディールを探さなければならなかった。リリース後、同年4月に行われた来日公演で、ボーカルのハリー自身から「音楽性を元に戻し、『ムード・スウィングス』のようなアルバムを来年リリースすること、ハーレム・スキャーレムの名義で活動を行うこと」をステージ上でも発表した。レコード契約も、ヨーロッパ等ではNow&Then、日本ではアヴァロン・レーベルとの契約を行った。

### 旧名復帰以降 (2001年-現在)
ハーレム・スキャーレムとして活動を再開した彼らは、予告通り、2002年2月アルバム『ウェイト・オブ・ザ・ワールド』をリリースした。このアルバムで、パワー・ポップ調の曲も取り入れつつも、また特徴であったテクニカルなギターソロ・重厚なハーモニー（元メンバーのダレン・スミスが参加）といったヘヴィな音像を取り戻した。同年7月には来日公演を行い、イギリスで行われたレーベル主催のGODSフェスティバルにも出演し、復活をアピールした。
2003年8月にアルバム『ハイヤー』、2005年5月に『オーヴァーロード』をリリース。合間にメンバーそれぞれがソロ活動なども行う。
2006年11月にはアルバム『ヒューマン・ネイチャー』がリリースされた。
2007年5月には約5年ぶりとなる来日公演（東京、大阪）の日程がアナウンスされるも、2007年7月20日、ボーカルのハリー・ヘスにより「あと1枚、スタジオ・アルバムを作った後に、バンドはそれぞれ別の道を進むことを決めた。9月、10月のツアーが最後のツアーとなる」という声明が発表された。バンドは予定通り、9月26日-28日の日程でサイレントフォースとのカップリングにて来日公演を行った。
2008年6月、最後のアルバムとなる『ホープ』を発売し、活動に終止符を打った。
2012年12月、イギリスのフェスティバル「Firefest 2013」の10月18日公演でのヘッドライナーとしての再結成がアナウンスされ、同時にアルバム『ムード・スウィングス』の発売20周年記念として、『ムード・スウィングス』のスタジオ再録のアナウンスがされる。Facebookのハリー自身のコメントでは、ワーナー時代の楽曲のマスターを所有しておらず、その所有権とコントロールを手に入れる唯一の手段がアルバム自体を再録するという方法のため、発売20周年を記念して再録を決意した。
2013年8月、1993年に発売された『ムード・スウィングス』の再録アルバム『ムード・スウィングス2』が発売。
アルバム製作時のメンバーは、ハリー・ヘス、ピート・レスペランス、クレイトン・ドーン（アルバム収録曲はすべて彼の演奏）に加え、オリジナル・メンバーのダレン・スミスがバック・ボーカルで参加した。ベースはピート・レスペランスが兼任した。
ツアーには、音楽業界から引退したベースのバリー・ドナヘイの代わりに、ダレン・スミスがベースとして参加するプランもあったが、実際にはクレイトン・ドーンが帯同せず、ドラムはダレン・スミスが担当し、ベースは、ダレンバンド「BLACK STAR」で活動していたスタン・マイチェックを迎え、再びハーレム・スキャーレムとして活動している。「Firefest 2013」の日程に合わせたヨーロッパツアー後、同年10月5日、6日の日程で、クラブチッタでの来日公演が行われた。
2014年、13thアルバム『サーティーン』をリリース。翌2015年に来日公演を開催。
2017年、14thアルバム『ユナイテッド』をリリース。
2020年3月に、15thアルバム『チェンジ・ザ・ワールド』をリリース。

## メンバー

### 現ラインナップ
- ハリー・ヘス (Harry Hess) ボーカル、キーボード (1987年- )

本名ハロルド・ジョン・ヘス(Harold John Hess) 1968年7月5日 カナダ オンタリオ州 オシャワ生まれ。Fanshawe Collegeなる音楽学校時代にレコーディング・プロデュース学を学ぶ。この学校在籍時代にダレン・スミスと出会いBlind Vengenceを結成（Blind Vengenceの音源は再発により現在でも入手可能）。バンドではキーボード、ギターもプレイしている。また、歌詞全般と作曲を担当している。初期の作品では彼一人で書かれたものも多い。総じてラブソングは苦手。より哲学的で、意味難解な歌詞を書く傾向がある。プロデュース業にも力を入れており、Studio Vespaでレコーディングを行ったり、地元のアイドル・バンドなどさまざまなプロデュースを行っている。
- ピート・レスペランス (Pete Lesperance) ギター、ボーカル (1987年- )

本名ピーター・レスペランス(Peter Lesperance) 1968年10月13日 カナダ オンタリオ州 スカーボロー生まれ。8歳のころ母親の勧めでギターを始める。キッスのライブを見たことでプロになることを決意し、さまざまなバンドに参加して腕を磨く。地元では有名バンドであったMinotaurに在籍した後、ハーレム・スキャーレムへ加入。ギターヒーローは、エドワード・ヴァン・ヘイレン、スティーヴ・ヴァイ、ロニー・ル・テクロなど。リードボーカルを取ることは少ないが、低音でコーラスを入れており、自らのバンドFairGroundではギター、ボーカルを務める。ハーレム・スキャーレムでは主に作曲を担当。ギターはキャパリソン、アイバニーズやギブソン、アコースティックギターはタカミネを愛用している。
- クレイトン・ドーン (Creighton Doane) ドラム (2001年- )

1968年8月12日 カナダ ノバスコシア州 トゥルーノ生まれ。スタジオ・ミュージシャンなどをしていたとのこと。その後2001年に当時のRUBBERに加入。バンドではドラムに専念しており、コーラスは入れないが、ソロ・アルバムをリリースするほどのボーカルの持ち主。一見とっつき難そうだが、実はかなり明るいキャラクター。
- ダレン・スミス (Darren Smith) ベース、ドラム、ボーカル (1987年-2000年、2013年- )

1965年12月5日 イギリス ロンドン生まれ。英国紳士とはおよそかけ離れた、豪快な性格の持ち主。ハリーとは音楽学校時代からの盟友で、Blind Vengeance時代からドラム、ボーカルを担当していた。アイドルはジョン・ボーナム。パワフルなドラミング、アコースティックセットでのギターのほか、ハーレム・スキャーレムのもう一つの声といってもよいほど存在感のある声で、重厚なコーラスワークの核であった。「Sentimental Blvd」「Staying Away」ではメインボーカルも担当した。2000年に自らのバンド「JUICE」に専念するため脱退。その後、エメラルド・レインなどにスポット参加した後、現在は自らのバンド、ブラック・スター（ダレン・スミス・バンド）を結成している。なおステージ上での尻出し等のコミカルな演出は、彼の名物であった。2012/2013年再結成ハーレム・スキャーレムに、音楽業界から引退したメンバー、バリー・ドナヘイの替わりにベーシストとして参加。同年、ジェイク・E・リーの新しいバンドであるレッド・ドラゴン・カーテルにボーカルとして参加、翌年ファースト・アルバムを発表後、一度は脱退するが再度加入し、2015年には来日公演も果たしている。

### 旧メンバー
- マイク・ジオネット (Mike Gionet) ベース、ボーカル (1987年-1995年)

結成からサード・アルバム『Voice of Reason』までのベーシスト。結婚を期にロサンゼルスに移住し音楽サプライ店なども営んでいたが、今はカナダで別のビジネスをしているらしい。ベースはまだプレイしているとのこと。
- バリー・ドナヘイ (Barry Donaghy) ベース、ボーカル (1995年-2008年)

1966年9月7日 カナダ オンタリオ州 ストラトフォード生まれ。地元ではパンキッシュでヘヴィーな音楽を身上とするバンドで活動していた（本人曰く、「物議を醸すようなバンド」だったらしい）。1995年にマイク・ジオネット脱退に伴い加入。「Die Off Hard」のビデオなどで見られるように、ハリネズミのような髪型で跳ね回る。堅実なベースプレイと、ハイトーンな声が持ち味で、バンドのボトムライン・ダレン脱退後のコーラスワークを支える。
作曲も行うが、彼曰く「フォークソングみたいな曲ばかり」らしい。
2012/2013年の再結成ハーレム・スキャーレムには音楽業界を引退したとのことで、不参加。

## ディスコグラフィ

### スタジオ・アルバム
- 『ハーレム・スキャーレム』 - Harem Scarem (1991年)
- 『ムード・スウィングス』 - Mood Swings (1993年)
- 『ヴォイス・オブ・リーズン』 - Voice of Reason (1995年)
- 『ビリーヴ』 - Believe (1997年) ※本国では『Karma Cleansing』のタイトルでリリース
- 『ビッグ・バン・セオリー』 - Big Bang Theory (1998年)
- 『ラバー』 - Rubber (1999年) ※日本以外の国ではRUBBERのデビュー作
- 『ウルトラ・フィール』 - Ultra Feel (2001年) ※RUBBER名義
- 『ウェイト・オブ・ザ・ワールド』 - Weight Of The World (2002年)
- 『ハイヤー』 - Higher (2003年)
- 『オーヴァーロード』 - Overload (2005年)
- 『ヒューマン・ネイチャー』 - Human Nature (2006年)
- 『ホープ』 - Hope (2008年)
- 『ムード・スウィングス2』 - Mood Swings II (2013年)
- 『サーティーン』 - Thirteen (2014年)
- 『ユナイテッド』 - United (2017年)
- 『チェンジ・ザ・ワールド』 - Change The World (2020年)

### ライブ・アルバム
- 『ライヴ・イン・ジャパン』 - Live in Japan (1996年)
- 『ライヴ・アット・ザ・サイレン』 - Live At The Siren (1998年)
- 『ラスト・ライヴ』 - Last Live (2000年)
- 『ライブ・アット・アット・ザ・ゴッズ2002』 - Live At The Gods 2002 (2002年)
- 『ロウ・アンド・レア』 - Raw And Rare (2008年)
- 『ライヴ・アット・ザ・フェニックス』 - Live At The Phoenix (2015年)

### コンピレーション・アルバム
- 『ベスト・オブ・ハーレム・スキャーレム』 - Best Of Harem Scarem (1998年) ※日本盤、カナダ盤、欧州盤で曲が異なる
- 『バラード・ベスト・オブ・ハーレム・スキャーレム』 - Ballads (1999年)
- 『ロック・ベスト・オブ・ハーレム・スキャーレム』 - Rocks (2001年)
- 『ヴェリー・ベスト・オブ・ハーレム・スキャーレム』 - The Very Best of Harem Scarem (2002年)
- 『ディス・エイント・オーバー』 - This Ain't Over (2009年)

### 企画盤その他
- 『ライヴ・アンド・アコースティック』 - Live And Acoustic (1994年)
- 『ビリーブ・スペシャルエディション』 - Believe (Special Edition) (1997年)
- 『カナダ技巧派集団来日記念盤』 - Live Ones (1997年)
- 『B-サイド・コレクション』 - B-Side Collection (1998年)
- 『アーリー・イヤーズ』 - The Early Years (2003年)
- The Essentials (2005年)
- One For All, All For One (2011年) ※東日本大震災チャリティ・アルバム

### 映像作品
- 『ビデオコレクション ヒッツ・アンド・モア』 - Video Hits & More... (1998年)
- Live At The Gods (2002年)
- Raw And Rare (2008年)